# 75e cérémonie des Golden Globes
La 75e cérémonie des Golden Globes, organisée par la Hollywood Foreign Press Association, a eu lieu le 7 janvier 2018 et a récompensé les films et séries diffusés en 2017, ainsi que les professionnels s'étant distingués cette année-là.
L'humoriste et animateur de télévision Seth Meyers présente pour la première fois la cérémonie diffusée sur le réseau NBC. Il succède ainsi à Jimmy Fallon qui avait animé la cérémonie précédente.
Les nominations sont annoncées le 11 décembre 2017 au Beverly Hilton Hotel par Sharon Stone, Alfre Woodard, Garrett Hedlund et Kristen Bell,.
Le Cecil B. DeMille Award est attribué à Oprah Winfrey pour récompenser l'ensemble de sa carrière.

## Présentateurs et intervenants
- Seth Meyers, maître de cérémonie

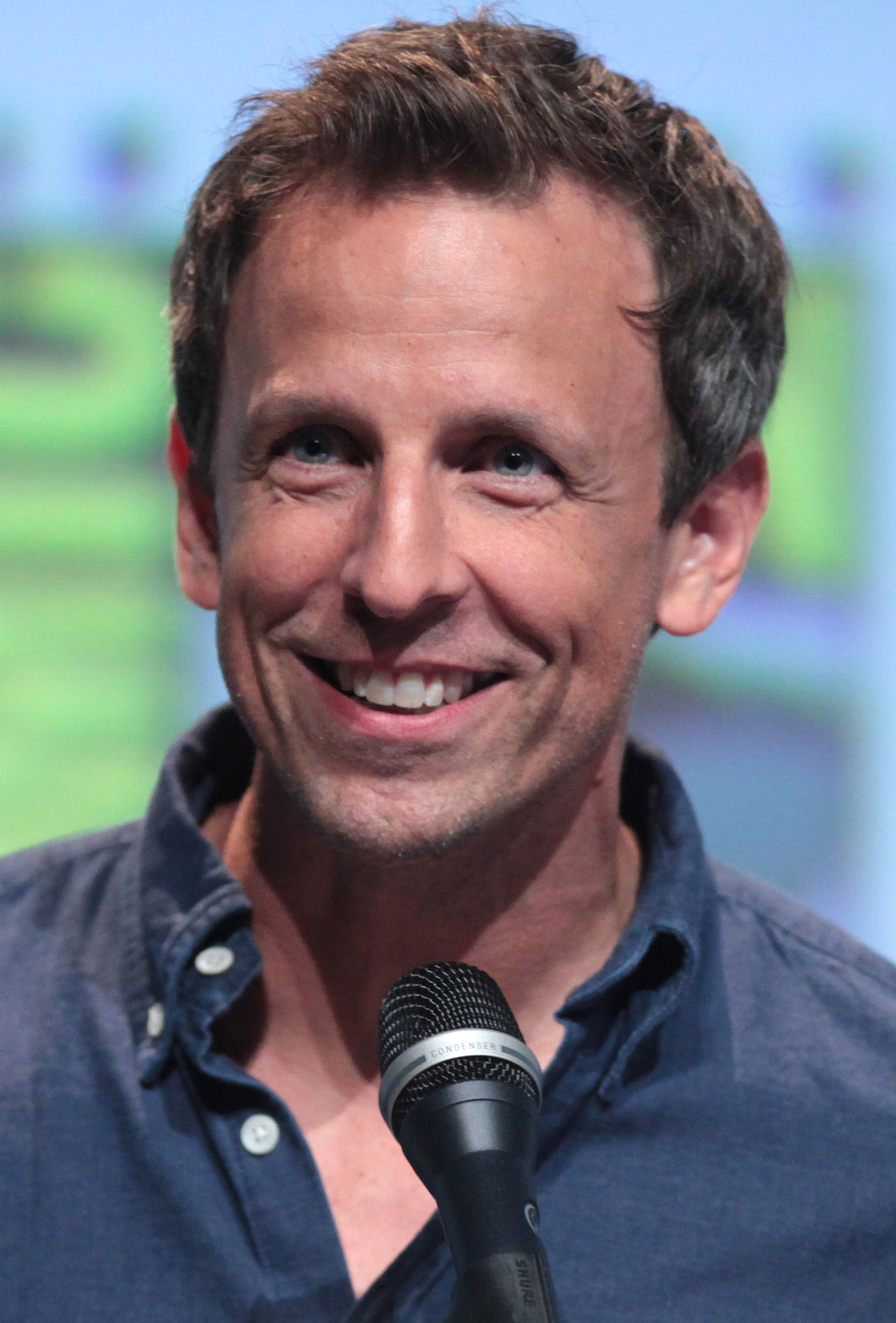
Seth Meyers, hôte de la cérémonie.

Les personnalités suivantes ont remis des prix lors de la cérémonie :
- Jennifer Aniston et Carol Burnett  présentent la Meilleure actrice dans une série musicale ou comique et la Meilleure actrice dans une série dramatique
- Roseanne Barr et John Goodman présentent la Meilleure série dramatique
- Halle Berry présente le film Get Out
- Mariah Carey et Common présentent la Meilleure musique de film
- Jessica Chastain et Chris Hemsworth présentent la Meilleure actrice dans un film musical ou comédie
- Emilia Clarke et Kit Harington présentent la Meilleure série musicale ou comique et le Meilleur acteur dans une série musicale ou comique
- Kelly Clarkson et Keith Urban présentent la Meilleure chanson originale
- Darren Criss, Penélope Cruz, Ricky Martin et Édgar Ramírez présentent le Meilleur acteur dans une mini-série ou un téléfilm
- Geena Davis et Susan Sarandon présentent le Meilleur acteur dans un film dramatique
- Viola Davis et Helen Mirren présentent le Meilleur acteur dans un second rôle
- Kirk Douglas et Catherine Zeta-Jones présentent le Meilleur scénario
- Zac Efron présente le film The Greatest Showman
- Gal Gadot et Dwayne Johnson présentent la Meilleure actrice dans un second rôle dans une série, une mini-série ou un téléfilm
- Greta Gerwig présente le film Lady Bird
- Hugh Grant présente le film Dunkerque
- Neil Patrick Harris et Christina Hendricks présentent le Meilleur acteur dans un second rôle dans une série, mini-série ou un téléfilm
- Salma Hayek présente le film Three Billboards : Les Panneaux de la vengeance
- Garrett Hedlund et Kerry Washington présentent le Meilleur acteur dans une série dramatique
- Ron Howard et Natalie Portman présentent le Meilleur réalisateur
- Kate Hudson et Aaron Taylor-Johnson présentent la Meilleure actrice dans un second rôle
- Isabelle Huppert et Angelina Jolie présentent la Meilleure actrice dans un film dramatique
- Allison Janney et Sebastian Stan présentent le film Moi, Tonya
- Dakota Johnson présente le film Call Me by Your Name
- Michael Keaton et Alicia Vikander présentent le Meilleur film musical ou comédie
- Shirley MacLaine et Emma Stone présentent le Meilleur acteur dans un film musical ou une comédie
- Sarah Jessica Parker présente le Meilleur film étranger
- Robert Pattinson et Emma Watson présentent la Meilleure mini-série ou meilleur téléfilm
- Sarah Paulson présente le film Pentagon Papers
- Amy Poehler et Andy Samberg présentent le Meilleur film d'animation
- Seth Rogen présente le film The Disaster Artist
- J. K. Simmons et Sharon Stone présentent la Meilleure actrice dans un second rôle dans une série, mini-série ou un téléfilm
- Octavia Spencer présente le film La Forme de l'eau
- Barbra Streisand présente le Meilleur film dramatique
- Reese Witherspoon présente le Cecil B. DeMille Award

## Palmarès

### Cinéma

#### Meilleur film dramatique
- Three Billboards : Les Panneaux de la vengeance (Three Billboards Outside Ebbing, Missouri)
  - Call Me By Your Name
  - Dunkerque (Dunkirk)
  - Pentagon Papers (The Post)
  - La Forme de l'eau (The Shape of Water)

#### Meilleur film musical ou comédie
- Lady Bird
  - The Disaster Artist
  - Get Out
  - The Greatest Showman
  - Moi, Tonya (I, Tonya)

#### Meilleur réalisateur
- Guillermo del Toro pour La Forme de l'eau (The Shape of Water)
  - Martin McDonagh pour Three Billboards : Les Panneaux de la vengeance (Three Billboards Outside Ebbing, Missouri)
  - Christopher Nolan pour Dunkerque (Dunkirk)
  - Ridley Scott pour Tout l'argent du monde (All the Money in the World)
  - Steven Spielberg pour Pentagon Papers (The Post)

#### Meilleur acteur dans un film dramatique
- Gary Oldman pour le rôle de Winston Churchill dans Les Heures sombres (Darkest Hour)
  - Timothée Chalamet pour le rôle d'Elio Perlman dans Call Me By Your Name
  - Daniel Day-Lewis pour le rôle de Reynolds Woodcock dans Phantom Thread
  - Tom Hanks pour le rôle de Benjamin Bradlee dans Pentagon Papers (The Post)
  - Denzel Washington pour le rôle de Roman J. Israel dans Roman J. Israel, Esq.

#### Meilleure actrice dans un film dramatique
- Frances McDormand pour le rôle de Mildred Hayes dans Three Billboards : Les Panneaux de la vengeance (Three Billboards Outside Ebbing, Missouri)
  - Jessica Chastain pour le rôle de Molly Bloom dans Le Grand jeu (Molly's Game)
  - Sally Hawkins pour le rôle d'Elisa Esposito dans La Forme de l'eau (The Shape of Water)
  - Meryl Streep pour le rôle de Katharine Graham dans Pentagon Papers (The Post)
  - Michelle Williams pour le rôle de Gail Harris dans Tout l'argent du monde (All the Money in the World)

#### Meilleur acteur dans un film musical ou une comédie
- James Franco pour le rôle de Tommy Wiseau dans The Disaster Artist
  - Steve Carell pour le rôle de Bobby Riggs dans Battle of the Sexes
  - Ansel Elgort pour le rôle de Baby dans Baby Driver
  - Hugh Jackman pour le rôle de Phineas Taylor Barnum dans The Greatest Showman
  - Daniel Kaluuya pour le rôle de Chris Washington dans Get Out

#### Meilleure actrice dans un film musical ou une comédie
- Saoirse Ronan pour le rôle de Christine McPherson dans Lady Bird
  - Judi Dench pour le rôle de la Reine Victoria dans Confident royal (Victoria & Abdul)
  - Helen Mirren pour le rôle d'Ella dans L'Échappée belle (The Leisure Seeker)
  - Margot Robbie pour le rôle de Tonya Harding dans Moi, Tonya (I, Tonya)
  - Emma Stone pour le rôle de Billie Jean King dans Battle of the Sexes

#### Meilleur acteur dans un second rôle
- Sam Rockwell pour le rôle de l'officier Jason Dixon dans Three Billboards : Les Panneaux de la vengeance (Three Billboards Outside Ebbing, Missouri)
  - Willem Dafoe pour le rôle de Bobby dans The Florida Project
  - Armie Hammer pour le rôle d'Oliver dans Call Me by Your Name
  - Richard Jenkins pour le rôle de Giles dans La Forme de l'eau (The Shape of Water)
  - Christopher Plummer pour le rôle de J. Paul Getty dans Tout l'argent du monde (All the Money in the World)

#### Meilleure actrice dans un second rôle
- Allison Janney pour le rôle de LaVona Harding dans Moi, Tonya (I, Tonya)
  - Mary J. Blige pour le rôle de Florence Jackson dans Mudbound
  - Hong Chau pour le rôle de Ngoc Lan Tran dans Downsizing
  - Laurie Metcalf pour le rôle de Marion McPherson dans Lady Bird
  - Octavia Spencer pour le rôle de Zelda Fuller dans La Forme de l'eau (The Shape of Water)

#### Meilleur scénario
- Three Billboards : Les Panneaux de la vengeance (Three Billboards Outside Ebbing, Missouri) – Martin McDonagh
  - La Forme de l'eau (The Shape of Water) – Guillermo del Toro et Vanessa Taylor
  - Lady Bird – Greta Gerwig
  - Pentagon Papers (The Post) – Liz Hannah et Josh Singer
  - Le Grand Jeu (Molly's Game) – Aaron Sorkin

#### Meilleure chanson originale
- This Is Me dans The Greatest Showman – Benj Pasek et Justin Paul
  - Home dans Ferdinand – Nick Jonas, Justin Tanter et Nick Monson
  - Mighty River dans Mudbound – Raphael Saadiq, Mary J. Blige et Taura Stinson
  - Remember Me dans Coco – Kristen Anderson-Lopez et Robert Lopez
  - The Star dans L'Étoile de Noël (The Star) – Mariah Carey et Marc Shaiman

#### Meilleure musique de film
- La Forme de l'eau (The Shape of Water) – Alexandre Desplat
  - Three Billboards : Les Panneaux de la vengeance (Three Billboards Outside Ebbing, Missouri) – Carter Burwell
  - Phantom Thread –  Jonny Greenwood
  - Pentagon Papers (The Post) – John Williams
  - Dunkerque (Dunkirk) – Hans Zimmer

#### Meilleur film en langue étrangère
- In the Fade (Aus dem Nichts) de Fatih Akın –  Allemagne  France (en allemand)
  - Une femme fantastique (Una mujer fantástica) de Sebastián Lelio –  Chili (en espagnol)
  - D'abord, ils ont tué mon père d'Angelina Jolie –  Cambodge (en khmer, anglais et français)
  - Faute d'amour (Нелюбовь) d'Andreï Zviaguintsev –  Russie (en russe)
  - The Square de Ruben Östlund –  Suède  Allemagne  France (en suédois, danois et anglais)

#### Meilleur film d'animation
- Coco
  - Baby Boss (The Boss Baby)
  - Parvana, une enfance en Afghanistan (The Breadwinner)
  - Ferdinand
  - La Passion Van Gogh (Loving Vincent)

### Télévision

#### Meilleure série dramatique
- The Handmaid's Tale : La Servante écarlate (The Handmaid's Tale)
  - The Crown
  - Game of Thrones
  - Stranger Things
  - This Is Us

#### Meilleure série musicale ou comique
- The Marvelous Mrs. Maisel
  - Black-ish
  - Master of None
  - SMILF
  - Will et Grace (Will and Grace)

#### Meilleure mini-série ou meilleur téléfilm
- Big Little Lies
  - Fargo
  - Feud: Bette and Joan
  - The Sinner
  - Top of the Lake: China Girl

#### Meilleur acteur dans une série dramatique
- Sterling K. Brown pour le rôle de Randall Pearson dans This Is Us
  - Jason Bateman pour le rôle de Martin Byrde dans Ozark
  - Freddie Highmore pour le rôle du Dr Shaun Murphy dans Good Doctor
  - Bob Odenkirk pour le rôle de Jimmy McGill dans Better Call Saul
  - Liev Schreiber pour le rôle de Raymond Donovan dans Ray Donovan

#### Meilleure actrice dans une série dramatique
- Elisabeth Moss pour le rôle de Defred / June Osborne dans The Handmaid's Tale : La Servante écarlate (The Handmaid's Tale)
  - Caitriona Balfe pour le rôle de Claire Fraser dans Outlander
  - Claire Foy pour le rôle d'Élisabeth II dans The Crown
  - Maggie Gyllenhaal pour le rôle de Eileen Merrell dans The Deuce
  - Katherine Langford pour le rôle de Hannah Baker dans 13 Reasons Why

#### Meilleur acteur dans une série musicale ou comique
- Aziz Ansari pour le rôle de Dev Shah dans Master of None
  - Anthony Anderson pour le rôle de Andre Johnson Sr. dans Black-ish
  - Kevin Bacon pour le rôle de Dick dans I Love Dick
  - William H. Macy pour le rôle de Francis Gallagher dans Shameless
  - Eric McCormack pour le rôle de Will Truman dans Will et Grace (Will and Grace)

#### Meilleure actrice dans une série musicale ou comique
- Rachel Brosnahan pour le rôle de Miriam Maisel dans The Marvelous Mrs. Maisel
  - Pamela Adlon pour le rôle de Sam Fox Sr. dans Better Things
  - Alison Brie pour le rôle de Ruth Wilder dans GLOW
  - Issa Rae pour le rôle d'Issa Dee dans Insecure
  - Frankie Shaw pour le rôle de Bridgette Bird dans SMILF

#### Meilleur acteur dans une mini-série ou un téléfilm
- Ewan McGregor pour le rôle de Emmit Stussy / Ray Stussy dans Fargo
  - Robert De Niro pour le rôle de Bernard Madoff dans The Wizard of Lies
  - Jude Law pour le rôle de Lenny Belardo, le pape Pie XIII dans The Young Pope
  - Kyle MacLachlan pour le rôle de Dale Cooper dans Twin Peaks
  - Geoffrey Rush pour le rôle d'Albert Einstein dans Genius

#### Meilleure actrice dans une mini-série ou un téléfilm
- Nicole Kidman pour le rôle de Celeste Wright dans Big Little Lies
  - Jessica Biel pour le rôle de Cora Tannetti dans The Sinner
  - Jessica Lange pour le rôle de Joan Crawford dans Feud: Bette and Joan
  - Susan Sarandon pour le rôle de Bette Davis dans Feud: Bette and Joan
  - Reese Witherspoon pour le rôle de Madeline Mackenzie dans Big Little Lies

#### Meilleur acteur dans un second rôle dans une série, une mini-série ou un téléfilm
- Alexander Skarsgård pour le rôle de Perry Wright dans Big Little Lies
  - David Harbour pour le rôle de Jim Hopper dans Stranger Things
  - Alfred Molina pour le rôle de Robert Aldrich dans Feud: Bette and Joan
  - Christian Slater pour le rôle d'Edward Alderson dans Mr. Robot
  - David Thewlis pour le rôle de V.M. Vargas dans Fargo

#### Meilleure actrice dans un second rôle dans une série, une mini-série ou un téléfilm
- Laura Dern pour le rôle de Renata Klein dans Big Little Lies
  - Ann Dowd pour le rôle de Tante Lydia dans The Handmaid's Tale : La Servante écarlate (The Handmaid's Tale)
  - Chrissy Metz pour le rôle de Kate Pearson dans This Is Us
  - Michelle Pfeiffer pour le rôle de Ruth Madoff dans The Wizard of Lies
  - Shailene Woodley pour le rôle de Jane Chapman dans Big Little Lies

### Récompenses spéciales

#### Cecil B. DeMille Award
- Oprah Winfrey

#### Golden Globe Ambassador
- Simone Garcia Johnson[5]

## Statistiques

### Nominations multiples

#### Cinéma
7 : La Forme de l'eau
6 : Pentagon Papers, Three Billboards : Les Panneaux de la vengeance
4 : Lady Bird
3 : Tout l'argent du monde, Call Me by Your Name, Dunkerque, The Greatest Showman, Moi, Tonya
2 : Battle of the Sexes, Coco, The Disaster Artist, Ferdinand, Get Out, Le Grand Jeu, Mudbound, Phantom Thread

#### Télévision
6 : Big Little Lies
4 : Feud: Bette and Joan
3 : Fargo, The Handmaid's Tale, This Is Us
2 : Black-ish, The Crown, The Marvelous Mrs. Maisel, Master of None, The Sinner, SMILF, Stranger Things, Will et Grace, The Wizard of Lies

### Récompenses multiples

#### Cinéma
4 / 6 : Three Billboards : Les Panneaux de la vengeance
2 / 7 : La Forme de l'eau
2 / 4 : Lady Bird

#### Télévision
4 / 6 : Big Little Lies
2 / 3 : The Handmaid's Tale
2 / 2 : The Marvelous Mrs. Maisel

### Les grands perdants
0 / 6 : Pentagon Papers

## Faits marquants
Dans le sillage de l'affaire Harvey Weinstein, survenue en octobre 2017, de nombreuses célébrités décident d'être présentes à la cérémonie vêtues de noir, en soutien au mouvement Time's Up,.
La cérémonie est également marquée par la présence de l'acteur Kirk Douglas, alors âgé de 101 ans, qui fait une apparition spéciale le temps d'un hommage rappelant son engagement contre le maccarthysme qui permit de mettre fin à la liste noire de Hollywood. L'acteur présente ensuite avec sa belle-fille, l'actrice Catherine Zeta-Jones, le prix du meilleur scénario.